# Nerdlen
Nerdlen est une municipalité de la Verbandsgemeinde Daun, dans l'arrondissement de Vulkaneifel, en Rhénanie-Palatinat, dans l'ouest de l'Allemagne.

## Références

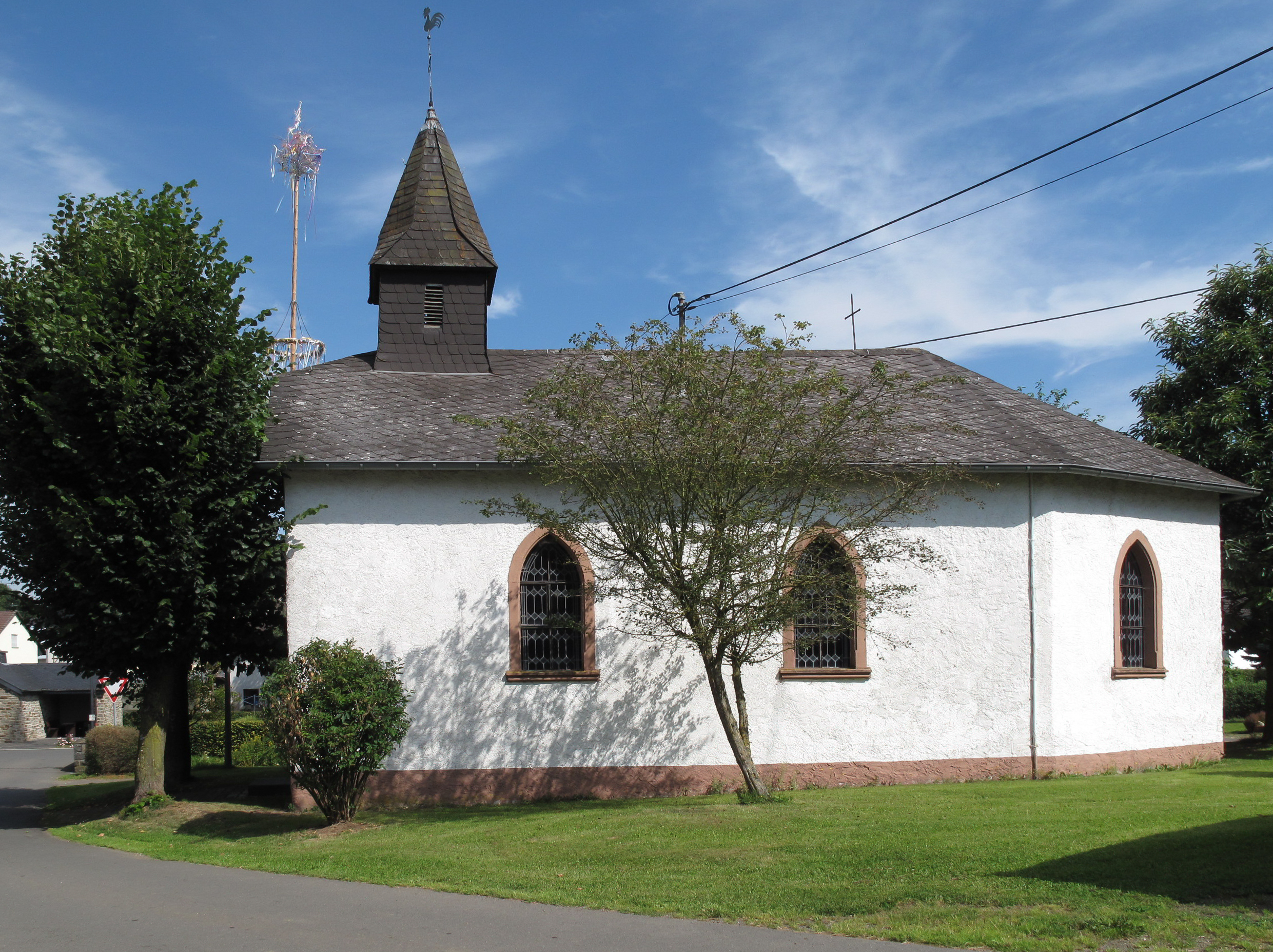
Église de Nerdlen